# 우첸
우치엔(중국어 간체자: 吴倩, 정체자: 吳倩, 병음: Wú Qiàn, 1992년 9월 26일 ~ )은 중국의 배우이다.

## 드라마
| 연도   | 제목                                             | 역할                | 비고                               |
| ------ | ------------------------------------------------ | ------------------- | ---------------------------------- |
| 2014년 | 수당영웅4(隋唐英雄4)                             | 주천천(朱倩倩)      |                                    |
| 2014년 | 화선영웅(火线英雄)                               | 미원원(米元元)      |                                    |
| 2014년 | 소년신탐적인걸(少年神探狄仁杰)                   | 동몽희(童梦熙)      |                                    |
| 2014년 | 녹정기(鹿鼎记)                                   | 목검병(沐剑屏)      |                                    |
| 2015년 | 마이 선샤인: 하이생소묵(何以笙箫默)              | 조묵생(赵默笙) 아역 |                                    |
| 2015년 | 등색밀마(橙色密码)                               | 하여인(何如茵)      |                                    |
| 2015년 | 벽혈서향몽: 꿈을 향한 여인의 복수(碧血书香梦)    | 선민모(宣敏玥)      |                                    |
| 2015년 | 차행차진석: 있을때 잘해라(且行且珍惜)            | 조문려(赵雯丽)      |                                    |
| 2016년 | 아적기묘남우: 나의 특별한 남자친구(我的奇妙男友) | 전정식(田净植)      |                                    |
| 2016년 | 대선아문(大仙衙门)                               | 우소취(虞小翠)      |                                    |
| 2017년 | 택천기(择天记)                                   | 백락형(白落衡)      |                                    |
| 2017년 | 상고정가(上古情歌)                               | 역리(亦篱)          |                                    |
| 2018년 | 여의전(如懿传)                                   | 호운각(胡芸角)      |                                    |
| 2018년 | 성당환야: 천주의 전설(盛唐幻夜)                  | 엽원안(叶远安)      |                                    |
| 2019년 | 야공중최석람적성(夜空中最闪亮的星)               | 양진진(杨真真)      |                                    |
| 2019년 | 아지희환니: 너만 좋아해(我只喜欢你)              | 조교일(赵乔一)      |                                    |
| 2020년 | 빙당돈설리(冰糖炖雪梨)                           | 당설(堂雪)          |                                    |
| 2020년 | 흑색등탑(黑色灯塔)                               | 교낙(乔诺)          |                                    |
| 2021년 | 저개세계불간검(这个世界不看脸)                   | 도소정(陶小挺)      | 2016년 촬영                        |
| 2021년 | 팔영구영(八零九零)                               | 엽소매(叶小妹)      |                                    |
| 2021년 | 이상조요중국(理想照耀中国) - <여병돌격> 편       | 송새(宋玺)          |                                    |
| 2021년 | 아문적신시대(我们的新时代) - <행복적지방> 편     | 류석란(柳石兰)      |                                    |
| 2022년 | 니시아적영요(你是我的荣耀)                       | 진설(陈雪)          | 특별출연                           |
| 2022년 | 연애적하천(恋爱的夏天)                           | 하천(夏天)          | 한국 드라마 <연애의 발견> 리메이크 |
| 2022년 | 추광자(追光者)                                   | 전안(展颜)          |                                    |
| 2023년 | 거유풍적지방(去有风的地方)                       | 진남성(陈南星)      |                                    |
| 2023년 | 삼분야(三分野)                                   | 향원(向园)          |                                    |
| 2023년 | 구의인(九义人)                                   | 맹완(孟碗)          |                                    |
| 2024년 | 금의야행(锦衣夜行)                               | 당새아(唐赛儿)      | 2015년 촬영                        |
| 2025년 | 육자매(六姊妹)                                   | 하가환(何家欢)      |                                    |
| 미방영 | 세식기(岁食记)                                   | 리채채(李猜猜)      | 2020년 촬영                        |

## 영화
| 연도   | 제목                           | 역할           | 비고      |
| ------ | ------------------------------ | -------------- | --------- |
| 2012년 | 서불저두(誓不低头)             | 장앵자(张樱子) | 단편 영화 |
| 2013년 | 탄화린(昙华林)                 | 방효림(方晓霖) | 단편 영화 |
| 2014년 | 화작화개(禾雀花开)             | 리천(李倩)     | 단편 영화 |
| 2016년 | 미미일소흔경성(微微一笑很倾城) | 효령(晓玲)     |           |
| 2021년 | 아애묘성인(我爱喵星人)         | 묘소완(苗小宛) |           |
| 2022년 | 인생대사(人生大事)             | 희희(熙熙)     |           |
| 2022년 | 명일전기(明日战记)             | 소록(小绿)     |           |
| 2024년 | 출주적결심(出走的决心)         | 손효설(孙晓雪) |           |

## 예능
| 방영 날짜        | 프로그램 제목                  | 비고                       |
| ---------------- | ------------------------------ | -------------------------- |
| 2012년 5월 6일   | 아위교화광(我为校花狂)         |                            |
| 2012년 9월 27일  | 일참도저(一站到底)             |                            |
| 2013년 1월 23일  | 일참도저(一站到底)             |                            |
| 2013년 7월 23일  | 아적중국성(我的中国星)         | T girl로 활동              |
| 2013년 9월 27일  | 일참도저(一站到底)             |                            |
| 2015년 4월 10일  | 천천향상(天天向上)             |                            |
| 2015년 10월 16일 | 근착패이거모험(跟着贝尔去冒险) |                            |
| 2016년 8월 13일  | 쾌락대본영(快乐大本营)         | 영화 <미미일소흔경성> 홍보 |
| 2021년 5월 8일   | 쾌락대본영(快乐大本营)         | 드라마 <팔영구영> 홍보     |
| 2023년 5월 5일   | 승풍2023(乘风2023)             |                            |
| 2023년 5월 6일   | 니호성기륙(你好星期六)         | 드라마 <삼분야> 홍보       |
| 2023년 8월 4일   | 중국유자미(中国有滋味)         | 1화 출연                   |
| 2023년 8월 11일  | 중국유자미(中国有滋味)         | 2화 출연                   |

## 앨범
| 발매일           | 곡명           | 비고                                         |
| ---------------- | -------------- | -------------------------------------------- |
| 2016년 5월 9일   | 骗自己         | 드라마 <아적기묘남우(我的奇妙男友)> ost      |
| 2018년 10월 17일 | 暮雪凉         | 드라마 <성당환야: 천주의 전설(盛唐幻夜)> ost |
| 2020년 1월 27일  | 武汉伢         |                                              |
| 2020년 3월 30일  | 梦想在歌唱     | 드라마 <빙당돈설리(冰糖炖雪梨)> ost          |
| 2022년 9월 20일  | 三个人孤单     | 드라마 <연애적하천(恋爱的夏天)> ost          |
| 2023년 5월 24일  | 每当和你在一起 | 드라마 <삼분야(三分野)> ost                  |

## 뮤직비디오 출연
| 발매일           | 가수           | 곡명       | 뮤직비디오 |
| ---------------- | -------------- | ---------- | ---------- |
| 2015년 11월 5일  | 루한(鹿晗)     | 诺言       | 뮤직비디오 |
| 2017년 12월 19일 | 주흥철(周兴哲) | 如果雨之后 | 뮤직비디오 |

- 공식적인 팬덤명은 倩影이다.
- 영화 '아애묘성인'을 촬영하기 위해 한국에서 약 일주일간 있었다.
- 영화 '아애묘성인'의 남자 주인공인 엑소의 세훈은 우치엔으로부터 촬영하기 전에 듣기 좋은 노래를 추천받았다고 말했다. 그러나 제목은 기억나지 않는다고 전했다.
- 라운희와는 무려 3번이나 같은 작품(상고정가, 하이생소묵, 추광자)을 찍었다.
- '아적기묘남우'의 남자 주인공인 김태환과 영어로 유창하게 대화했다.
- 예전에는 웨이보와 인스타그램 등 SNS에서 그녀의 셀카를 종종 볼 수 있었지만 현재는 업로드를 잘 하지 않는다. 현재 인스타그램 계정은 삭제되었으며 웨이보에 있던 셀카마저 모두 삭제되었다.

1. ↑  华策影视
2. ↑  武汉大学
3. ↑  https://www.bilibili.com/video/BV1Js411r7Ps/?share_source=copy_web